# Archidamos II.
Archidamos II. nebo také Archidámos II. (starořecky Ἀρχίδαμος) byl králem Sparty od roku 476 př. n. l. do roku 427 př. n. l. Pocházel z královského rodu Eurypontovců. Jeho spolukráli z královského rodu Agiovců byly Pleistarchos (469–458 př. n. l.), Pleistoanax ve dvou obdobích vlády (458–446 př. n. l.) a v letech (428–427 př. n. l.) a Pausanias (446–428 př. n. l.).

## Život
Archidamos byl nástupcem svého děda Leótychida II., jelikož jeho otec Zeuxidamos předčasně zemřel a nedožil se nástupu na spartský trůn. Ve čtvrtém roce vlády Archidama bylo ve Spartě tak hrozné zemětřesení, jaké si Sparta nepamatovala. Následky této přírodní katastrofy Sparťané ještě ani nepřekonali a už museli čelit povstání otroků, kteří využili oslabení Sparty, aby si vydobyli svobodu. K povstání heilotů se připojil mnozí Perioikové a celá Messénie, která se po dvou prohraných válkách toužila zbavit cizího jha. Sparta se tím dostala do nezáviděníhodné postavení a nezbylo jí nakonec nic jiného jen požádat Athény o pomoc.
Athény po delším váhání nakonec spartské žádosti vyhověly. Pro Athény to nebylo snadné rozhodnutí. Athény a Spartu totiž rozděloval odlišný způsob života a jeho hodnot. Athénští vojáci neskrývali své výhrady proti krutému zacházení Sparťanů k heilótům a k Messénii projevovali otevřené sympatie. Sparta se proto po krátké době rozhodla zbavit se svého problematického spojence. Za pomoc jim poděkovali a řekli jim, že si s povstalci už poradí sami. Sparta tak bez pomoci Athéňanů potřebovala k potlačení povstání ještě dlouhých osm let.
Mezitím se spojenectví mezi Spartou a Athénami definitivně skončilo. Perský tlak už skončil a v Řecku stály proti sobě nyní dva mocné státy, které měly ambice stát se vedoucí mocností v Řecku. Pro dosažení tohoto cíle se Sparta ve snaze oslabit pozici Athén sblížila s jejími tradičními nepřáteli, uzavřela s nimi spojenectví a podařilo se jí získat i řadu členů délského spolku. Athény byly proto nuceny zpřísnit kontrolu svých členů a od roku 460 př. n. l. bojovaly proti jednotlivým členům Peloponéského spolku. V roce 457 př. n. l. Sparta vstoupila do války a Athéňany porazila v bitvě u Tanagra v Bojótii, poté, co jim Athéňané odřízli cestu při jejich návratu z tažení proti Fókům spojencům Atén. Protože své vítězství důsledně nevyužili, Athény se rychle vzpamatovaly a o dva měsíce porazily Bojóťany spojence Sparty při Oinofyte. Po těchto událostech byla hlavně z iniciativy aténského státníka Perikla navržena Spartě mírová smlouva s trváním na 30 let a Sparta tento návrh přijala. Mír trval jen 14 let, neboť v roce 431 př. n. l. opět vypukla válka.
Tzv. druhá peloponéská válka (nazývaná též Archidamova) začala vpádem spartských vojsk do Attiky pod vedením spartského krále Archidama. Podnět k zahájení války dala podpora Athén Korkýře v boji proti Korintu a uzavření přístavů lodím Megary, která byla členem Peloponéského spolku. Král Archidamos ještě před vypuknutím války udělal vše, aby válce zabránil, ale argumenty Efora Sthenelaida o nezbytnosti vést válku proti Athénám přesvědčily většinu. Po vpádu Sparťanů do Attiky Periklés přesvědčil její obyvatele, aby se přestěhovali do bezpečí za hradby Atén a spolehli se na jejich námořní sílu. Vojsko Sparty vedené králem Archidamom nebylo schopno překonat hradby Athén, pustošilo krajinu Attiky a Athény jako odvetu vyslali flotilu o počtu 100 lodí, aby působily škody na Peloponésu. Na následující rok obyvatelstvo přeplněných Atén zachvátil mor a do roku této epidemii podlehl i Perikles. Sparta zatím stáhla svá vojska z dosahu moru a nadále pustošením Attiky a přepadáváním námořní dopravy narušovala zásobování Athén.
Po smrti Perikla jeho místo zaujal Kleón. Kleon byl drsný, ale nadaný svou přirozenou výmluvností (demagog) a lehce přesvědčil Athéňany, aby neuvažovali o míru, ale se Spartou bojovali až do konečného vítězství. Když se v roce 428 př. n. l. Mytiléna na ostrově Lesbos pokusila zrušit spojenectví s Aténami, Kleon si vymohl na sněmu usnesení, že všechny Mytilénčany třeba za trest popravit. Druhý den sice athénský sněm toto usnesení zrušil, ale už mezitím kolem 1 000 občanů Mytilény našlo svou smrt na popravišti. Na Kleónove trestné výpravy v zájmu velmocenské politiky Athén se dívali její spojenci ne vždy s porozuměním a Atény tak ztrácely své přátele.
Na tento vývoj v Aténách se Sparta dívala s uspokojením. Kolem roku 427 př. n. l. Archidamos zemřel a jeho následníkem se stal syn Agis, který již na následující rok velel armádě Sparty a jejích spojenců v pokračující peloponéské válce.